# Лістрозаврові
Лістрозаврові (Lystrosauridae) — родина травоїдних терапсидів з інфраряду дицинодонтів (Dicynodontia) підряду аномодонтів (Anomodontia), що існувала на межі пермського та тріасового періодів, 255—250 млн років тому, у південній півкулі. Лістрозаври це одні з небагатьох синапсид, що пережили пермо-тріасове вимирання.

## Класифікація
Родина включає два роди — лістрозавр (Lystrosaurus) та квазулузавр (Kwazulusaurus).
- Рід Kwazulusaurus включає в себе один вид К. shakai, з пізньої пермі Південної Африки.[4]
- Рід Lystrosaurus включає в себе безліч видів з пізньої пермі і раннього тріасу Південної Африки, Індії та Антарктиди.[5]